# Listeriaceae
Listeriaceae är en familj av grampositiva bakterier.
Exempel på släkten i denna familj är Brochothrix och Listeria.